# شووالیات
شووالیات خدای هیتی و در ارتباط با گیاهان بود.

## نام و شخصیت
تئونیم شووالیات از نظر ریشه‌شناسی هیتی و نمونه‌ای از اسم جنسیتی باپسوند -att است که برای مشتق کردن اسم از فعل یا صفت استفاده می‌شود.

## پرستش
متن‌های هیتی نشان می‌دهد که شوالیات به عنوان خداییان محلی در کانش، هوپیشنا و هونهوایشنا مورد احترام بودند.

## شووالیات و تاشمیشو
ارتباط بین این دو خدا به خوبی نیز در متن‌های ادبی هوری-هیتی مستند شده است. در نسخهٔ هیتی اساطیری که به اصطلاحا چرخه کوماربی تعلق دارند، نام شووالیات برای اشاره به تاشمیشو به کار رفته است.